# Questron
 Questron es un videojuego de rol de 1984 para la Apple II, Atari 8-bits, Commodore 64, desarrollado y distribuido por Strategic Simulations. Fue escrito por Charles Dougherty y Gerald Wieczorek. Una secuela, Questron II, fue lanzada en 1988. 
Después de un acuerdo extrajudicial, la estructura y el estilo del juego fueron licenciados oficialmente por Richard Garriott, autor de Akalabeth y Ultima.
En el primer juego de Questron, el jugador asume el papel de un joven siervo que intenta hacerse un nombre viajando por el reino para así obtener el poder y la experiencia necesaria para derrotar al malvado "Mantor", gobernante de la "Tierra del mal". 
La vista es principalmente en estilo de tercera persona para los mapas mundiales y encuentros de ciudades, pero cambia a un estilo en primera persona en las mazmorras. Algunas características eran novedosas para un juego de este tipo en el momento de su lanzamiento. Primero, hay dos "juegos dentro de un juego" que permiten al personaje aumentar permanentemente los atributos de destreza o inteligencia si se completa con éxito. Además, varios casinos sobre las ciudades permiten al jugador apostar por piezas de oro en juegos de blackjack, ruleta y doble o nada.
Varios monstruos y enemigos son inmunes o más vulnerables a diferentes armas. El jugador ocasionalmente tendría que cambiar de arma dependiendo del enemigo que enfrentara para poder derrotarlo. Los hechizos mágicos también se pueden lanzar, pero solo en los niveles de mazmorra. 

## Recepción
Questron fue el primer juego de rol de SSI, y se convirtió en el nuevo juego más vendido en la historia de la compañía con casi 35 000 copias en Norteamérica, más del triple de las ventas del típico juego de SSI. Otros siguieron, como Phantasie, Wizard's Crown, Gemstone Warrior y los juegos de Gold Box, Advanced Dungeons & Dragons.
Computer Gaming World en 1984 declaró "si necesitas un nuevo y desafiante juego de rol similar a los escenarios de Ultima, entonces no busques más". James A. McPherson elogió las mazmorras en 3D y "un final perfecto para un rey", y concluyó que "las diferencias con el juego Ultima hacen que Questron sea refrescante. Espero las secuelas". A la revista Scorpia, en 1991 y 1993, también le gustó el juego y alabó el final. Ahoy! en 1985 alabó la versión de Commodore 64, describiéndola como "uno de esos juegos que comienzas a jugar y de repente te das cuenta de que la hora de dormir pasó hace tres horas. SSI debe etiquetar la caja del juego como "potencialmente peligroso para su sueño".